# Улица Плеханова (Пермь)
Улица Плеха́нова (до 1920 года — Биа́рмская) — улица в Дзержинском районе города Перми. Проходит от улицы Окулова до шоссе Космонавтов. 
Также она пересекается с 14 улицами: 3-я Ключевая, Блюхера, Грузинская, Екатерининская, шоссе Космонавтов, Кронштадтская, Ленина , Луначарского, Монастырская, Окулова, Пермская, Петропавловская, Подгорная, проезд Якуба Коласа. Протяженность улицы составляет 1969 метров.

## История
До 1920 года улица Плеханова носила название Биармская (она проходила от улицы Набережной до ул. Екатерининской). Биармская улица появилась на карте Перми в 1823 году. Улица была переименована 20 июля 1920 года в честь Г. В. Плеханова — одного из крупнейших русских марксистов, публициста и общественного деятеля. 

## Достопримечательности
Из достопримечательностей стоит памятник доктору Гралю. Находится возле 2-й клинической больницы, названной же его именем.

## Транспорт
- Автобусные маршруты 6, 10, 14, 49, 50, 67, 68. На пересечении с улицей Ленина находится остановка «Улица Плеханова».